# Lawrence Oates
Lawrence Oates (Londra, 17 marzo 1880 – Barriera di Ross, 17 marzo 1912) è stato un ufficiale ed esploratore britannico.

## Biografia

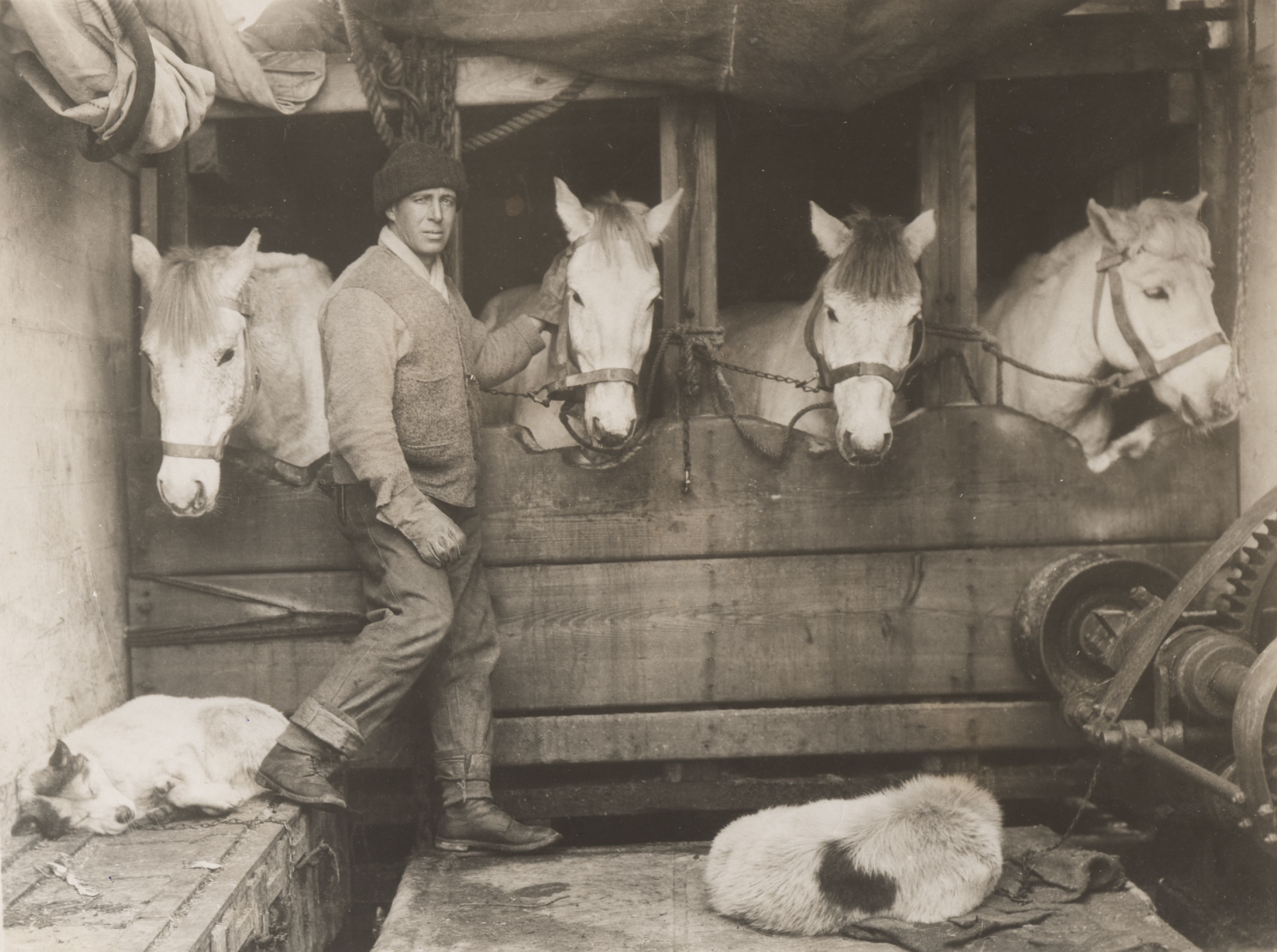
Oates ed i ponies della spedizione.

Congedatosi dopo essere rimasto ferito ad una gamba nel corso della seconda guerra anglo-boera, nel 1910 chiese ed ottenne di fare parte della spedizione organizzata da Robert Falcon Scott per la conquista del Polo sud. Il suo inserimento nel gruppo di 14 membri venne deciso da Scott sia per la abilità di Oates nel lavorare con i cavalli (per gli spostamenti era stato deciso di utilizzare dei pony) sia per la sua disponibilità a contribuire al finanziamento della spedizione.
I rapporti con Scott furono tempestosi. Oates accusava il capo spedizione di impreparazione e approssimazione. Quando vide i pony scelti da Scott, li definì la peggior accozzaglia di ronzini che abbia mai incontrato. L'ignoranza di Scott sulla marcia con animali è colossale, scrisse nel suo diario. E ancora: Per quanto mi riguarda, non apprezzo affatto Scott, e avrei abbandonato l'intera faccenda se non fosse una spedizione britannica; Scott pensa solo a se stesso, e il resto non ha importanza.
Ciò nonostante, Oates venne inserito nel gruppo di cinque uomini che il 4 gennaio 1912, lasciando l'ultimo campo base avrebbe intrapreso la marcia di 267 chilometri verso il Polo. L'avvicinamento al Polo fu assai più lungo e faticoso di quanto Scott aveva previsto. La spedizione britannica raggiunse la meta il 18 gennaio solo per scoprire di essere stata battuta sul tempo dalla spedizione norvegese di Roald Amundsen, che aveva piantato la sua bandiera il 14 dicembre, 35 giorni prima di loro.
Esausti e delusi, i cinque inglesi iniziarono la marcia di ritorno verso il campo base in condizioni terribili. Il primo a morire fu Edgar Evans, il 17 febbraio. Oates, malato e rallentato dal riacutizzarsi dei dolori alla gamba (quelli dovuti alle vecchie ferite di guerra), si rese conto presto di essere divenuto un impedimento al resto del gruppo. Chiese ripetutamente di venire abbandonato dai suoi compagni. La sua gigantesca stazza fisica rendeva ancora più pesanti e rapide le conseguenze della denutrizione. La mattina del 17 marzo 1912, durante una violenta tempesta di neve, Oates - febbricitante e debolissimo - si alzò dal suo giaciglio e comunicò a Scott e agli altri:
(Lawrence Oates)
La frase sarebbe divenuta celebre. Dopo avere infilato a fatica le scarpe uscì nella tormenta a 40 gradi sottozero. Il suo corpo non venne mai trovato.